# Богомаз, Константин Андреевич
Константин Андреевич Богомаз  (1859—1929) — русский инженер-технолог, специалист по мукомольному делу, профессор.

## Биография
Родился в 1859 году в Новомосковске Екатеринославской губернии. Первоначальное образование получил в Екатеринославской гимназии и Кременчугском реальном училище. Затем учился в Петербургском технологическом институте. Будучи студентом Технологического института в Санкт-Петербурге, по агентским сведениям полиции, в 1877—1880 годах устраивал в своей петербургской квартире тайные собрания политического характера, был заподозрен в принадлежности к тайному обществу. В 1884 году окончил механическое отделение технологического института со степенью инженера-технолога, выбрав темой своего диплома проект мельницы.
В 1884—1886 гг. работал помощником крупчатника, а потом крупчатником на мельнице братьев Рыловниковых в селе Галаново Курской губернии; в 1886 году руководил переустройством мельницы Н. И. Рыловникова в Харькове. В конце 1887 года он был приглашён на должность старшего инженера при Одесском отделении товарищества по устройству мельниц «Антон Эрлангер и Ко». За период работы в Товариществе построил несколько сотен мельниц, в том числе крупнейших на Украине, в их числе бывшая мельница Бродского в Киеве, производительностью 20 тысяч пудов в сутки. В 1890 году организовал Киевское, а в 1892 году — Варшавское отделения товарищества.
В 1912 году К. А. Богомаз начал преподавательскую деятельность: стал читать курс лекций по технологии зерна и муки и строительству элеваторов в Киевском политехническом институте; руководил дипломным проектированием. С 1920 года преподавал в Одесском мельнично-техническом училище, реорганизованном в 1922 году в Одесский техникум технологии зерна и муки, ставший первым в стране высшим учебным заведением по подготовке специалистов для мукомольно-крупяной промышленности и элеваторного хозяйства; после реорганизации училища стал директором техникума, продолжая руководить кафедрой технологии зерна и муки. В 1928 году техникум был преобразован в политехникум в составе трёх факультетов: технологический, механический и хлебопекарный. В августе 1929 года, при преобразовании политехникума в Одесский институт технологии зерна и муки имени И. В. Сталина, Богомаз по распоряжению Наркомобраза передал руководство институтом выпускнику техникума 1927 года, инженеру Л. М. Ланде.
Одновременно, с 1923 года, Богомаз был профессором кафедры «Элеваторы» Одесского политехнического института, где читал специальный курс по использованию тепла в пищевой промышленности и по элеваторам.
Умер в Одессе 3 ноября 1929 года. Похоронен на Втором христианском кладбище.